# Williamston (Carolina do Sul)
Williamston é uma cidade  localizada no estado norte-americano de Carolina do Sul, no Condado de Anderson.

## Demografia
Segundo o censo norte-americano de 2000, a sua população era de 3791 habitantes.
Em 2006, foi estimada uma população de 3899, um aumento de 108 (2.8%).

## Geografia
De acordo com o United States Census Bureau tem uma área de
9,4 km², dos quais 9,3 km² cobertos por terra e 0,1 km² cobertos por água.

## Localidades na vizinhança
O diagrama seguinte representa as localidades num raio de 16 km ao redor de Williamston.